# Turn Me on Dead Man
Turn Me on Dead Man é uma banda de stoner rock/rock psicodélico de San Francisco, Califórnia. A banda foi formada em 2000 com a intenção de misturar o clima lisérgico dos anos 1960 com o peso do hard rock setentista. A banda lançou dois álbuns pela gravadora Alternative Tentacles, pertecente ao lendário Jello Biafra, músico, orador e ex-vocalista do Dead Kennedys.

## Discografia
- God Bless the Electric Freak (2005)
- Technicolour Mother (2006)
- Sunshine Suicide (2009)